# Femme juive aux oranges
Femme juive aux oranges (en polonais : Żydówka z pomarańczami) est un tableau réalisé par Aleksander Gierymski entre 1880 et 1881, conservé au Musée national de Varsovie. Cette œuvre est volée par le régime nazi durant la Seconde Guerre mondiale avant d'être récupérée par la Pologne en 2011.

## Description

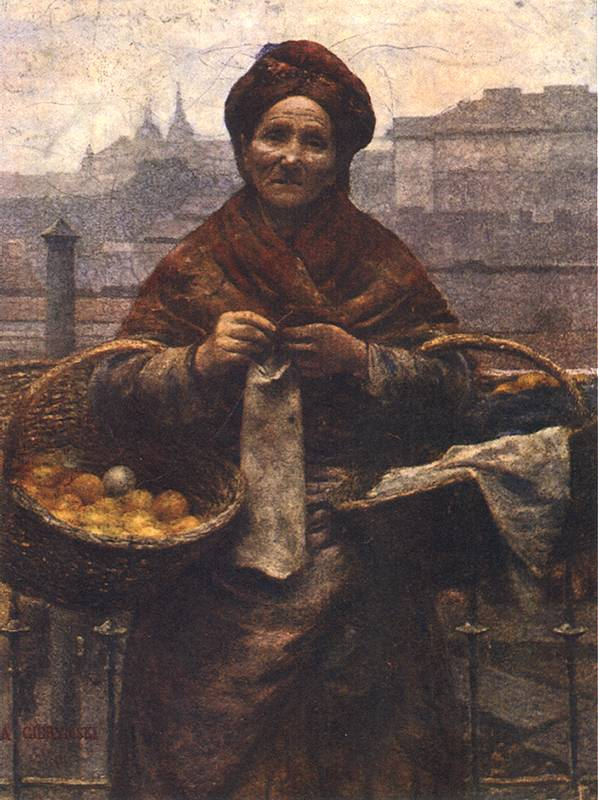
Femme juive aux citrons, œuvre similaire du même artiste, 1881, musée de Silésie, Katowice

L'œuvre est peinte à l'huile par Aleksander Gierymski entre 1880 et 1881 à Varsovie. La peinture montre une commerçante juive, que le peintre a déjà représentée dans une autre œuvre, Femme juive aux citrons. Elle porte des vêtements usés, un bonnet sur la tête et un foulard sur ses épaules. Elle tient deux paniers contenant des oranges. L'arrière-plan représente les toits des maisons de Varsovie. Le visage de la femme est grave. Ses joues et ses rides, mises en évidence, accentuent l'effet de tristesse et d'impuissance qui émane du personnage. En contraste, la couleur des oranges représente la vie, la chaleur et le climat du Sud. En bas à gauche de l'œuvre figurent le nom du peintre et celui de la ville où elle a été peinte.

## Histoire
L'œuvre d'art appartient d'abord au magasin d'antiquité Dom Sztuki à Varsovie, puis est achetée par le musée national de Varsovie en 1928. La peinture est volée par le régime nazi en 1944 au cours de la Seconde Guerre mondiale et, depuis 1945, la Pologne réclame son retour. En 2010, la peinture apparaît dans un magasin d'antiquité au nord de l'Allemagne et le Ministère de la Culture et du Patrimoine national de la Pologne débute des négociations pour que le tableau retourne en Pologne. Cette démarche aboutit lorsque la PZU paye une compensation au propriétaire allemand en 2011.